# Patricia von Falkenstein

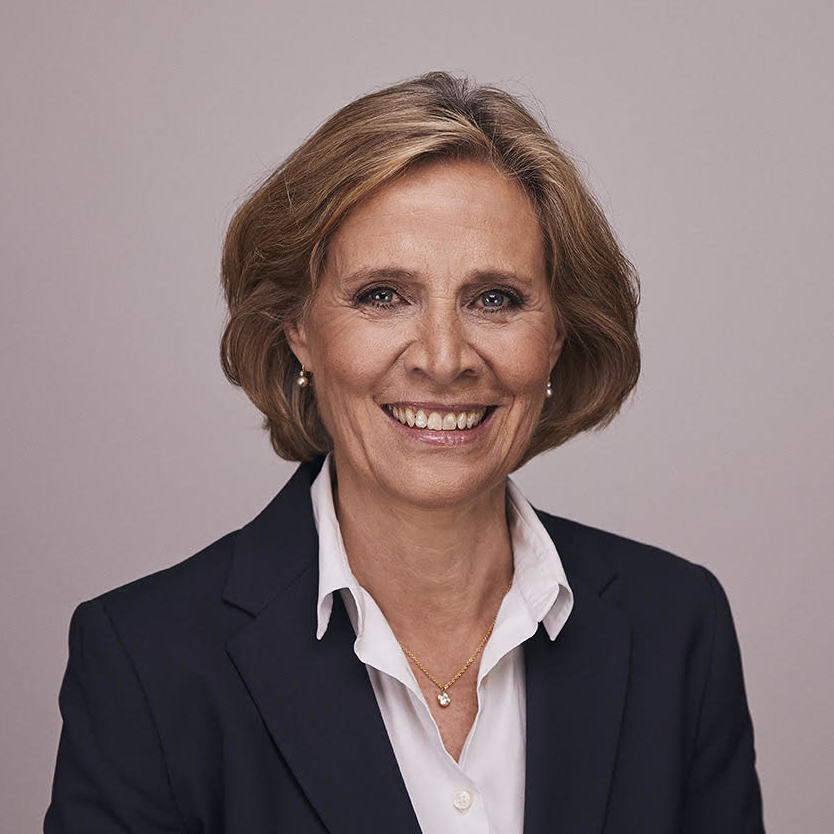
Patricia von Falkenstein

Patricia Caroline Manuela von Falkenstein (* 11. April 1961 in Zürich; heimatberechtigt in Aarau und Basel) ist eine Schweizer Juristin, Richterin und Politikerin (LDP).

## Leben
Patricia von Falkenstein studierte Jurisprudenz an der Universität Basel und zwei Jahre Kunstgeschichte und Englisch an der Columbia University in New York City. Das Jusstudium schloss sie 1987 mit dem Lizentiat ab. Sie begann ihre berufliche Laufbahn an der Bezirksschreiberei Binningen als Volontärin und absolvierte ein Hochschulpraktikum beim Schweizerischen Bankverein. Von 1995 bis 1996 war sie Kommunikationsleiterin bei der Baselworld. Ab 1998 arbeitete sie neun Jahre lang als ordentliche Richterin am Strafgericht Basel.
Patricia von Falkenstein hat mit ihrem ehemaligen Partner, dem LDP-Politiker Christoph Eymann, zwei Kinder.

## Politik
1991 nahm sie am Ständeratswahlkampf von Ueli Vischer teil. Ab 1992 führte sie drei Jahre lang das Parteisekretariat der Liberal-Demokratischen Partei Basel. Von 2002 bis 2006 war sie Verfassungsrätin im Kanton Basel-Stadt.
Ab 2006 war sie Grossrätin im Kanton Basel-Stadt und Mitglied der Finanzkommission, der Bau- und Raumplanungskommission und bis 2011 Mitglied der Wahlvorbereitungskommission. Auch der Interparlamentarischen Geschäftsprüfungskommission IGPK Kinderspital beider Basel hat sie angehört. Im März 2013 wurde sie Präsidentin der LDP. Seit 2017 ist sie Bürgergemeinderätin und wurde im 2020 zur Statthalterin gewählt. Sie war in der Kommission des Waisenhauses tätig. Ende 2018 gab sie bekannt, bei den Wahlen im Herbst 2019 für den Ständerat kandidieren zu wollen; ihre Partei nominierte sie als Kandidatin im April 2019. Im April 2020 gab sie ihren Rücktritt aus dem Grossen Rat per Juni 2020 bekannt. Per Ende November 2021 rückte sie für Christoph Eymann in den Nationalrat nach. Bei den Wahlen 2023 wurde sie bestätigt.

## Weitere Tätigkeiten
Sie ist Präsidentin des Vereins für Kinderbetreuung.
Seit Juni 2015 ist Patricia von Falkenstein Präsidentin von Pro Senectute beider Basel und seit 2020 Präsidentin des Hauseigentümerverbandes Basel-Stadt (HEV), wo sie seit 2017 im Vorstand tätig ist. In der kantonalen Natur- und Landschaftsschutzkommission darf sie als Mitglied den HEV vertreten.
Seit dem 1. Juli 2021 führt sie das Präsidium der Kommission des Historischen Museums Basel. Auch als Botschafterin für «Die Charta» und des Patronatkomitees «Basler Kinder Theater» ist sie im kulturellen wie im sozialen Umfeld aktiv.
Seit 2015 ist sie Mitglied der Akademischen Zunft.